# بیلوویتسه ناد سویتاووو
بیلوویتسه ناد سویتاووو (به چکی: Bílovice nad Svitavou) یک منطقهٔ مسکونی در جمهوری چک است که در ناحیه برنو-تسوونتری واقع شده‌است. بیلوویتسه ناد سویتاووو ۱۴٫۷ کیلومتر مربع مساحت و ۳٬۵۸۵ نفر جمعیت دارد و ۲۳۶ متر بالاتر از سطح دریا واقع شده‌است.